# Pan de muerto

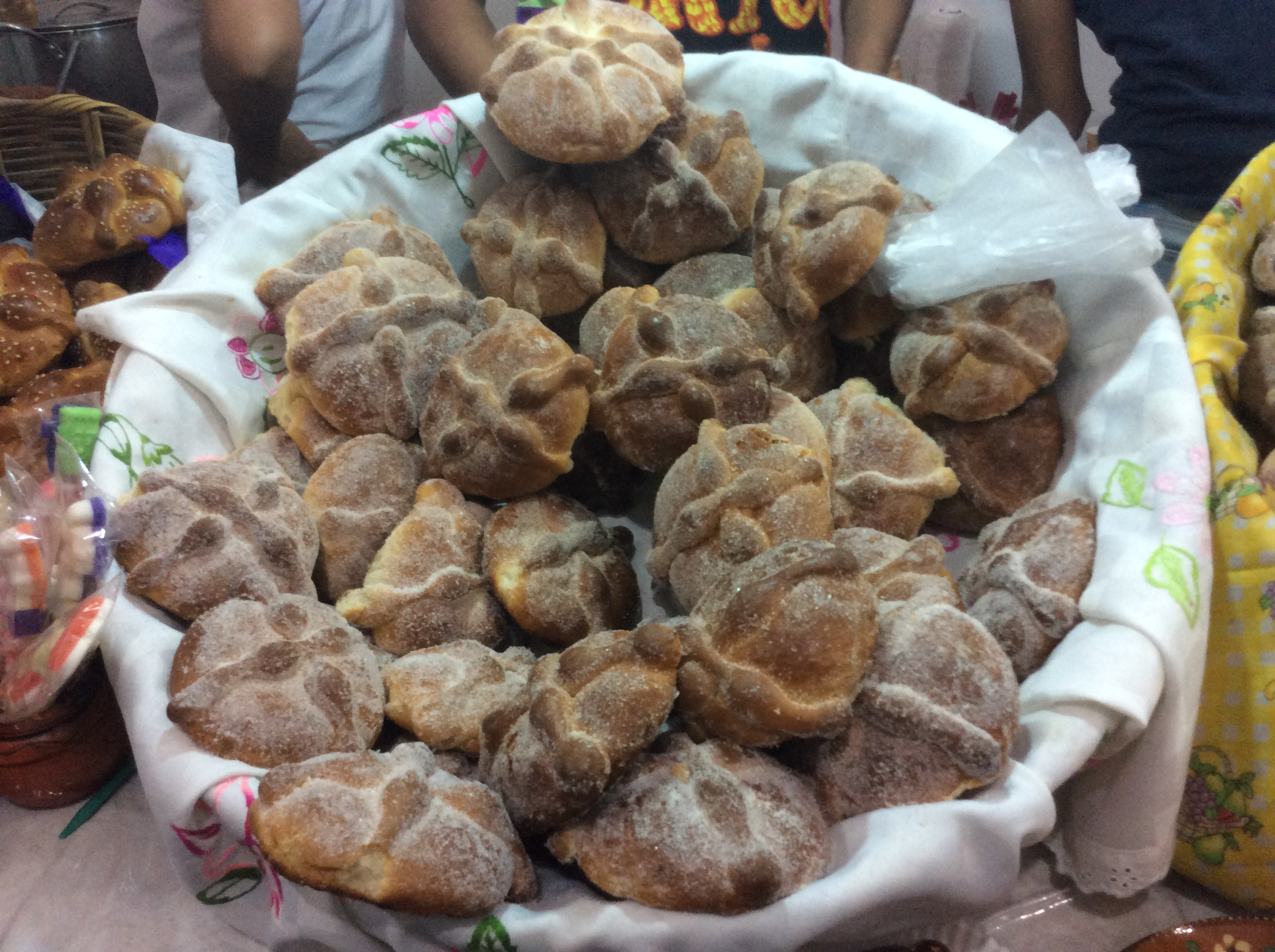
Een mandje met pan de muerto

Pan de muerto (Spaans voor 'brood van de doden') zijn zoete broodjes die in Mexico traditioneel worden gebakken tijdens de weken voorafgaand aan de Dag van de Doden (Spaans: Día de los Muertos), die jaarlijks wordt gevierd op 1 en 2 november.